# 乌克兰领土防卫营

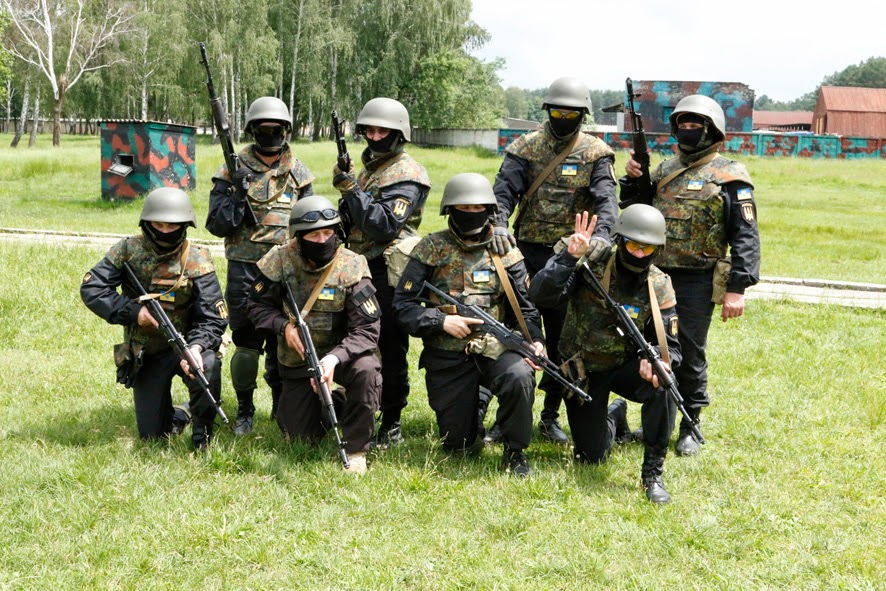
2014年6月2日顿巴斯营在基辅的训练营地

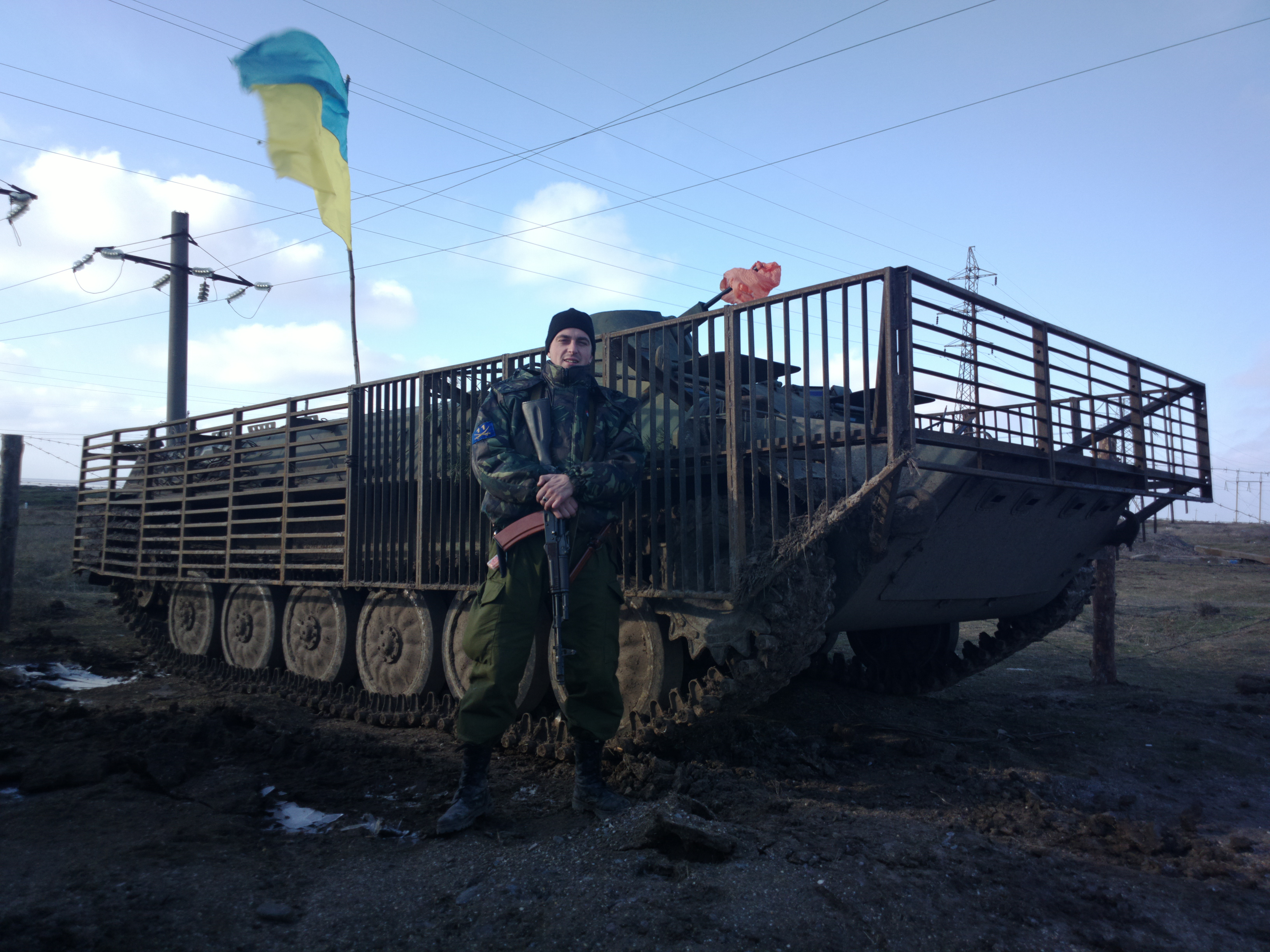
2014年，一名隸屬於基輔羅斯營的士兵

领土防卫营 (烏克蘭語：Батальйо́ни територіа́льної оборо́ни) 是乌克兰武装力量中的志愿军事分队。接受乌克兰内务部与乌克兰国防部的指挥。这些营的组建，是用于在2014年开始的顿巴斯战争中同顿涅茨克人民共和国与卢甘斯克人民共和国的新俄罗斯统一武装力量作战。 截至2014年底，當局组建了超过50个营。
在2014年秋季，大部分的地方防衛作戰營重組成烏克蘭武裝部隊的摩托化步兵戰鬥營。

## 历史
顿巴斯战争初期，乌克兰政府军与内务部队表现得低效率，轻易放弃装备，战斗意志薄弱，使得亲俄武装迅速壮大，缴获了大批装备，占领了大面积地区，并控制了漫长的乌俄边界。2014年5月，开始组建由志愿者组成的战斗分队，与亲俄武装作战。这些分队以组建地域与兵员来源地自称。虽然名义上这些作战分队受乌克兰内务部与国防部指挥，实际上基本都是自治的，自筹捐款兵饷，自行决定军事行动，但都以乌克兰的统一、镇压亲俄武装为宗旨。2014年8月，全乌克兰有超过5600名志愿者参加了这些地方作战营，到9月底已超过7000人。
某些俄罗斯政治家称这些乌克兰地方作战营为恐怖组织，即使少数真正隶属于乌克兰政府与护法机关的也不例外。
2014年乌克兰议会大选中，几名地方作战营的领袖当选为乌克兰最高拉达议员。
2014年11月10日，乌克兰国防部长斯捷潘·波尔托拉克命令所有37个地方作战营编入乌克兰正规军，列入乌克兰民族卫队序列。
2014年底，地方作战营的数目超过了50个，这包括已例如乌克兰民族卫队序列的营。

## 法律地位
所有的地方作战营属于乌克兰武装力量，接受乌克兰武装力量总参谋部与属地地方行政首长（州长）的指挥。 根据乌克兰法律，每个州可以创建自己的地方防卫作战部队。
很多营名义上已列入乌克兰内务部序列下的乌克兰民族卫队。

### 与乌克兰其他特种部队的区别
乌克兰内务部的正规特种作战分队，如“蝎子”、“眼镜蛇”、"Omega"、"美洲豹"、"Bars"。而地方作战营由志愿者仓促组建，没有时间训练，也缺乏装备。

## 装备
地方作戰營基本的裝備和武器由烏克蘭内務部和烏克蘭國防部提供。但這些資源對地方作戰營來說并不充足，因此作戰營需要仰賴其他團體提供物資最有名的志願者團體是獨立廣場的自衛組織，他們在梅利托波爾，聶伯城和卡爾可夫擁有自己的倉庫。志願者提供的物資包括：衛生物品，食物，睡袋、夜视仪、多旋翼无人直升机等。

## 各营列表

### 艾达营

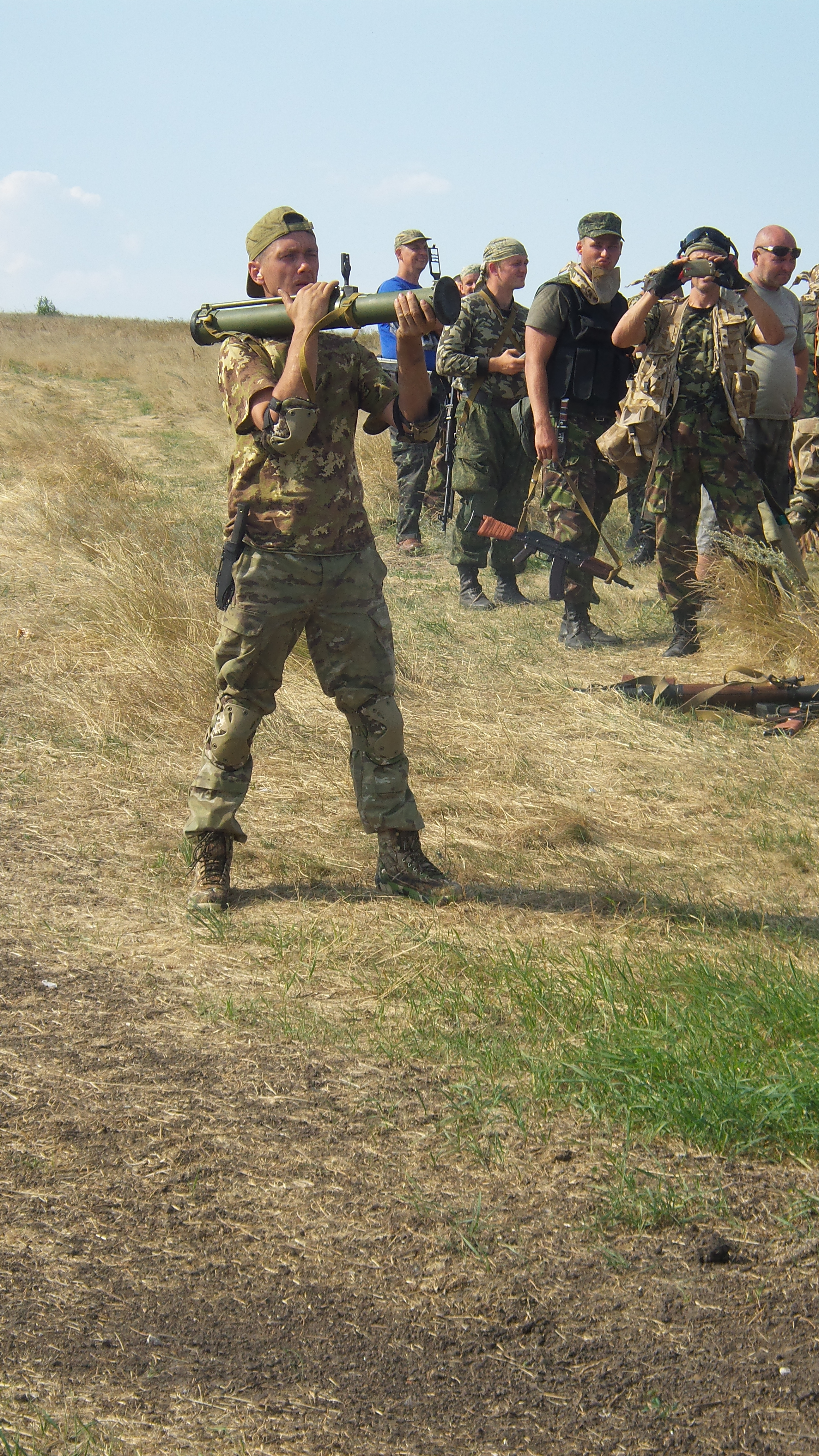
2014年8月2日在卢甘斯克作战的的艾达营

该营以卢甘斯克州北部，在卢甘斯克市北部注入北顿涅茨河的左岸支流艾达尔河命名。是乌克兰第一个组建的地区作战营。 在卢甘斯克州与卢甘斯克人民共和国的亲俄武装作战的主力。头领为谢尔盖·梅利尼丘克，其成员来自全乌克兰各种政治背景的志愿者。2014年夏天与亲俄武装的战斗中，艾达营失去了240名战士。

### 阿尔乔莫夫斯克营
以顿涅茨克州北部的阿尔乔莫夫斯克命名。

### 亚速营
以亚速海命名，在马里乌波尔组建，在顿巴斯战争中积极参战的主力。
亚速营的首任指揮官為極右翼民族主義者安德烈·比列茨基，他是極右组织社会民族大会和乌克兰爱国者的領袖 。俄罗斯政府指控亚速营极右的政治背景，对东乌克兰亲俄的俄语居民种族灭绝（exterminate），还指控该营以纳粹徽章“狼之钩”为标志。該部隊亦被指控會對戰俘或平民嚴形拷問，並犯下多種戰爭罪行。亚速营驳斥这些说法为俄罗斯散布的恐怖谣言。该营反駁其成员主要由东乌克兰讲俄语的志愿者组成，还有俄罗斯公民参加。亚速营並称其标志（logo）源自烏克蘭國徽。然而在2014年，亞速營的發言人安德烈·達亞琴科承認部隊中至少有約10—20%成員為新納粹份子，他們要求加拿大政府提供協助但遭拒絕。另外亦因其白人至上主義理念，美國國會於2018年通過法案禁止對亞速營提供軍事援助 。
該營受到第聂伯罗彼得罗夫斯克州州长、乌克兰第三大富豪伊戈尔·科洛莫伊斯基的支持。
亞速營還管有政黨國家軍團。
2014年8-9月，亚速营由顿涅茨克州南部战场退守马里乌波尔市区。
2014年11月11日，亞速營被正式編入烏克蘭民族衛隊，成為二戰後首個由主權國家擁有，具有納粹意識形態的正規部隊。

### 祖国营
第34地方防卫营“祖国”（Batkivshchyna），是以尤莉娅·季莫申科领导的祖国党命名并受其资助。2014年6月在基洛夫格勒州组建。2014年冬季，在顿涅茨克市东北的霍尔利夫卡防御作战。祖国党与祖国营主张：宣布顿巴斯战争状态，组织最高统帅部，清除军队中叛徒的必要性。

### 博格丹营
博格丹营于2014年6月12日在西乌克兰的赫梅利尼茨基州组建，以十七世纪乌克兰著名首领博格丹·赫梅利尼茨基的名字命名。

### 切尔尼戈夫营
在北部的切尔尼戈夫州组建。

### 第聂伯营
也称作第聂伯-1营（Dnepr-1）。在顿巴斯战争最初阶段，乌克兰政府军烏克蘭第25空降旅在斯拉维扬斯克与亲俄武装交战中放弃装备，乘公交车撤逃回第聂伯罗彼得罗夫斯克，新当选的州长伊戈尔·科洛莫伊斯基与第聂伯罗彼得罗夫斯克市长伊万·库利琴科担心这座居民大部分说俄语的城市失陷，于2014年4月迅速组建了极右民族主义志愿者组成的第聂伯营。该营从乌克兰寡头伊戈尔·科洛莫伊斯基获得了大量捐赠。因此绰号“科洛莫伊斯基的营”。据估计科洛莫伊斯基州长个人资助第聂伯营超过1000万美元。第聂伯营作为全乌克兰首批组建的地方作战营，是积极对顿涅茨克人民共和国作战的主力。2014年8月27日，由于东乌克兰战局急转直下，基辅爆发大规模游行示威，抗议者聚集在总统波罗申科办公室门口，要求政府援救被东部亲俄武装围困在乌俄边境的伊兹伐里内小镇达15天之久的四个志愿者战斗营：“顿巴斯”营、“米洛特沃涅茨”营、“赫尔松”营、“第聂伯-1”营。
2014年10月9日，第聂伯营在台尔曼诺韦交战中，宣称击毙了若干名车臣人，包括其领袖Andrei Borisov；以及3名俄军人，分别是俄罗斯将军Sergey Andreychenko、士兵Vladimir Lysyakov 和Vasiliy Protasov。
2014年10月31日“顿涅茨克人民共和国”总理亚历山大·扎哈尔琴科指控‘第聂伯-1’营曾驻扎的红军城（顿涅茨克市西北大约45公里）近400名年轻妇女失踪。 
2014年底，第聂伯营首领尤里·别廖扎当选为国会议员。

### 顿巴斯营

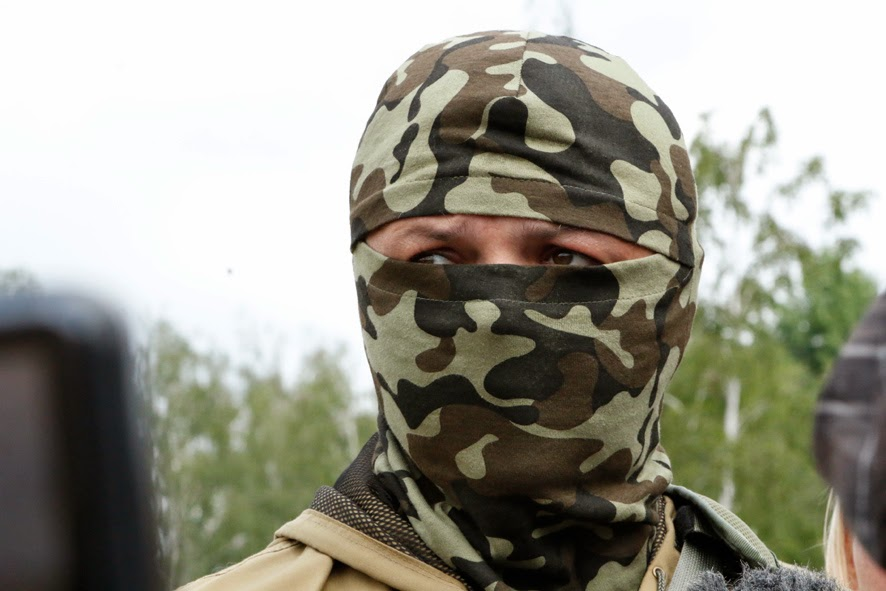
谢苗·谢缅琴科，顿巴斯营首领, 戴着他的标志性的巴拉克拉瓦头套。

顿巴斯营是2014年乌克兰内战中最著名也是最早的地方作战营。被乌克兰媒体称为“小黑人”以类比于克里木危机中的小绿人。顿巴斯营由俄裔乌克兰籍的谢苗·谢缅琴科创建并领导。其成员是反对东乌克兰分离的俄语居民志愿者。这类似于反对车臣独立的由车臣人组成的拥护莫斯科中央政府的东方营（Vostok Battalion）。
顿巴斯营组建后其成员变得多样性，包括了来自全乌克兰的志愿者与外国人。顿巴斯营人数超过了1000，积极参加了顿巴斯战争的主要战斗。还参加了2014年8月底的保卫马里乌波尔的战斗。在2014年8月底亲俄武装的大反攻中，顿巴斯营遭受了严重损失。
2014年9月，顿巴斯营重建。并列为乌克兰民族卫队第3后备营。 
谢苗·谢缅琴科于2014年10月作为当选为国会议员。